# Umm Kasr
Umm Kasr (arab. أم قصر) – miasto w południowym Iraku.
Początkowo była to mała wieś rybacka. W czasie II wojny światowej, alianci założyli tymczasowy port, gdzie rozładowywano dostawy do ZSRR. Po wojnie został zaniedbany, ale w latach pięćdziesiątych postanowiono zbudować tu port głębokowodny. Nastąpiło to w 1961 r.
W czasie wojny iracko-irańskiej w 1986 miasto zostało zagrożone odcięciem od morza po udanym ataku wojsk irańskich na półwysep Al-Faw. Mimo tego, nie został zdobyty.
Umm Kasr był jednym z pierwszych celów w czasie II wojny w Zatoce Perskiej. W ataku na miasto brały udział oddziały GROM.

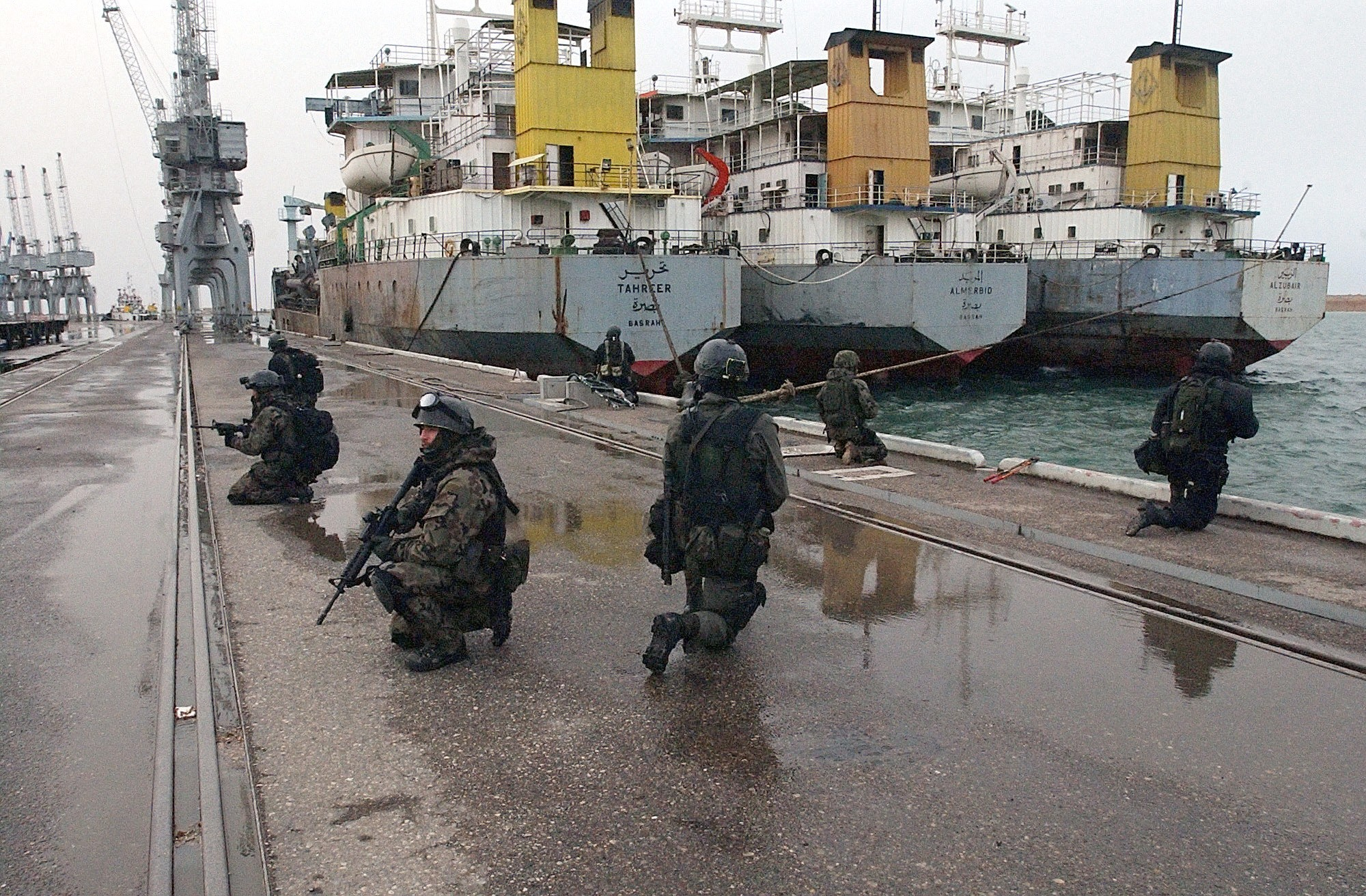
Żołnierze GROMu w porcie